# بيير تشافروندير
بيير تشافروندير (بالفرنسية: Pierre Chavrondier)‏ (26 أغسطس 1971 في ليون) لاعب كرة قدم فرنسي معتزل كان يجيد اللعب في خط الوسط . توج بطلا لبطولة دوري الدرجة الثانية مرتين مع نادي مارتيغ موسم 1992-1993 ومع نادي شاتورو موسم 1996-1997 .

## وصلات خارجية
- بيير تشافروندير على موقع قاعدة بيانات كرة القدم.إي يو (الإنجليزية)